# 추증
추증(追贈)이란 관료의 사후에 품계 또는 직급을 높이는 일, 또는 관직 없이 죽은 사람에게 사후 관직을 내리는 일을 말한다.

## 개요
주로 동아시아 유교문화권에서 어떤 인물이 죽은 후에 생전의 공적이나 활동을 살펴 조정(朝廷)에서 그 품계나 관직을 올려주는 것을 이르는 말이다. 추증은 원래 추은봉증(追恩封贈)이라는 단어에서 유래된 것으로, 추증되어 받은 관직 이름 앞에는 '증(贈)' 자를 붙여 생전에 실제 관직을 역임한 경우와 구분되게 한다. 이를테면, 홍길동이라는 인물이 사후에 자헌대부 이조 판서 겸 지의금부사로 추증되었다면, '증 자헌대부 이조판서 겸 지의금부사 홍길동'이 된다. 만약 생전에 관직에 있었던 사람이라면 생전의 관직 이름 앞에는 '행(行)' 자를 붙인다. 이를테면, '증 자헌대부 이조판서 행 통덕랑 이조정랑'과 같은 식이다. 이러한 표기는 묘비명이나 실록 등과 같은 기록에서 자주 관찰된다.
조선에서는 종친(왕족), 문관, 무관 가운데 2품 이상인 관료는 그의 조상을 삼대까지 추증하여, 부모는 본인의 품계에 준하고 조부모와 증조부모는 본인의 품계에서 1품계를 강등하여 관직을 주었다. 또한 아내에게는 남편의 벼슬에 준하는 품계를 주었다. 이를 삼대추증(三代追贈)이라 한다. 또한 왕비의 친정아버지(왕의 장인)에게는 정1품 의정부 영의정을, 대군(大君)의 장인에게는 정1품 의정부좌의정을, 군(君)의 장인에게는 종1품 의정부우의정, 세자의 장인에게는 종1품 의정부 좌찬성 등을 각각 본인 사후에 추증하였고, 그 위의 삼대에도 그에 맞게 추증하였다. 공신의 아버지에게도 일정한 직위를 주었다. 공신의 아버지에게는 그 공신의 직책에 준하는 공신직책을 부여하고 자손의 관직에 준하는 직책을 추증하거나, 관직을 지낸 사람은 그가 살아생전에 최종적으로 지낸 관직에서 1계급을 더 추가로 추증하는 방식이었다.
서양에서도 군인을 중심으로 생전 계급보다 더 높여주는 경우가 종종 있다. 예컨대, 미국 초대 대통령의 생전 계급은 육군 중장이었는데, 1976년 제럴드 포드 미국 대통령이 대원수로 3계급 진급, 추서하였다. 추서된 워싱턴은 생전에 대원수로 임명되었던 퍼싱보다 상위에 있다.

## 가증
가증(加贈)은 어떤 인물이 죽은 후에 이미 추증되어 관직이 오른 사람에게 다른 사유로 그 생전의 관직을 재차 올려줄 경우 이를 가증(加贈)이라 한다. 즉, 일단 추증되거나 증직(贈職)된 관직을 다시 승진시키는 조치이다.

## 증직
증직(贈職)은 어떤 인물이 죽은 후에 그 생전의 관직을 올려주는 것이다. 관직이 없던 인물에게 관직을 추서하는 것을 추증(追贈)이라고 하는데, 비슷한 의미이다. 일단 추증되거나 증직된 관직을 나중에 다시 올려주는 것을 가증(加贈)이라고 한다. 특별한 호칭, 이름 대신 활용될 수도 있는 지위를 올린다는 것에서 단순히 관직, 직책을 사후에 붙이는 추증이나 증직과는 의미가 다르다.

## 추존
추존(追尊)이란 어떤 인물이 죽은 뒤에 그를 높여 부르는 특별한 호칭을 올리는 일이다. 특히 왕이 되지 못하고 죽은 왕족이나 왕의 조상에게 사후에 왕과 왕비의 지위를 주는 것은 추존 또는 추봉(追封), 추숭(追崇)이라고 한다. 어떤 인물이 나라를 세웠을 경우에 왕(제후왕)은 위로 4대(부-조-증조-고조)를 추존하고, 황제는 5대를 추존하는 것이 일반적인 예법이었다. 한편 아랫 사람이나 신하에게 높여 부르는 특별한 호칭이나 제후직을 사후 내리는 것과 군, 부원군, 대원군 등의 작위를 사후 올리는 일은 추봉(追封)이라고도 한다.
왕조에서 추존하는 대상은 대부분 왕족이나 황족, 제후 등이며, 민간에서 추존하는 대상은 조상 가운데 쇠퇴한 가문을 일으켜 세운 사람으로 중시조로 추존한다(→보첩#용어).
그밖에 죽은 승려의 불덕을 높이 사서 국사 또는 왕사 등의 호칭을 올리는 일도 추존이라 하며, 불교를 숭앙한 고려 때에 여러 고승을 왕명으로 추존하였다.

### 각 왕조의 추존
사마진을 세운 사마염은 조부 사마의와 삼촌, 부친인 사마사, 사마소만을 황제로 추존했고 사마의의 부친인 사마방 이상의 조상들은 종묘에 배향하기 위해 존령으로만 추존하였다. 
이는 사마염이 황제로 즉위했음에도 자신이 황제로 추존한 태조 사마소의 봉국인 '진'을 그대로 제국호로 사용하여 국체를 계승하였음을 나타냄에 따라 사마소가 사마진의 초대 군주로 간주되었으며 단순히 군주의 칭호가 왕에서 황제로 바뀐 것이 되었기 때문이다. 즉, 사마의가 사마사를 황제로 추존한 것은 군주의 칭호가 변경됨에 따라 그에 맞춘 것에 불과한 것이다.
사마의와 사마사는 실제 진의 군주(진왕)으로 군림하지 않았으나 사마소가 진왕으로 추존하였기에 진의 군주가 되었고, 사마염이 황제로 즉위해 군주의 칭호가 왕에서 황제로 바뀌자 그에 맞추어 황제로 격상시킨 것이다.
반대로 진왕으로 군림하지 않은 사마방, 사마준, 사마량, 사마균은 황제가 아닌 부군(존령)으로만 추시되어 종묘에만 배향되었다. 다만 이들 역시 제호만 헌상받지 못했을 뿐 황제가 제사를 지내고 주기적으로 기리는 등 그 대우는 제호를 헌상받은 추존 황제들과 똑같았다.
이에 따르면 아무리 직계 조상이라도 추존은 일부 명위가 있는 조상에만 한정하는 경우가 대부분이였다. 다만 건국 황제의 부친일 경우 아무런 명위가 없는 일반인으로 사망한 자여도 황제로 추존하는 경우가 많았다. 오호십육국 일부 왕조의 경우처럼 부친이라도 추존을 하였음이 확인되지 않는 사례도 있다.
북조의 초대 왕조인 북위의 경우 선비족 추장을 지낸 시조인 탁발모부터 부친인 탁발식까지 총 30명의 조상을 추존한 경우가 있는데 사마진의 사례처럼 탁발모를 초대 군주로 간주한 것이다.
북제의 경우 발해왕, 제왕을 지낸 고환과 고징, 발해왕으로 추존된 고수생을 문선제가 황제로 추존하였는데 사마진의 사례처럼 고환을 초대 군주, 고징을 2대 군주로 간주하여 추존한 것이다. 고수생은 실제 군주로 군림한 적은 없으나 초대 군주인 고환이 추존한 대상이고 군주의 칭호가 왕에서 황제로 변경되었기에 그에 따라 황제로 격상시킨 사례이다.
남조의 송, 제, 양의 건국 황제들은 자신의 부친까지만 황제로 추존했고 조부 ~ 열조까지의 조상들은 황제가 아닌 존령으로만 추존하여 종묘에 배향하기만 하였다. 후경은 자신의 부친은 황제로 추존했고 조부는 특이하게 관직인 대승상으로 추존했으며 진패선은 부친 진문찬을 묘호와 시호를 제호로 바르게 추존했으나 조부 진도거는 묘를 수릉으로만 개칭하고 공작으로만 추증하였다. 다만 전한 도황고의 사례처럼 제사만 천자의 예로 지내고 시호를 제후의 예로 내린다 하더라도 황제로 간주하기 때문에 진패선은 부친과 조부를 황제로 추존한 사례가 된다.
남북조를 통일한 수나라의 경우 특이하게 부친인 양충만을 황제로 추존하고 조부 양정, 증조부 양렬은 왕으로 추존했으며 고조부인 양혜하는 황제나 왕도 아닌 존령으로만 추존하였다. 일단 양충의 봉국인 '수'를 그대로 제국호로 사용하였기에 양충을 초대 군주로 간주하여 국체를 이었으나 굳이 조부와 증조부를 격이 낮은 왕으로 추존한 이유는 다음과 같다. 
양충의 경우 진왕과 제왕처럼 왕이 아닌 그보다 한단계 격이 낮은 공작이였기 때문에 양충 본인이 공작으로 봉해질 당시 양정과 양렬도 공작으로만 추존되었다. 이후 양견이 북주의 수국공에서 수왕으로 승진하자 부친인 양충만이 환왕(桓王)으로 격상되었고, 양견이 황제로 즉위하자 한 등급만을 격상하는 과정에서 기존부터 공작이였던 양정과 양렬은 왕까지만, 중간에 왕으로 격상된 양충은 황제로 추존될 수 있었던 것이다. 물론 공작이였던 양정과 양렬도 황제로 추존할 수 있었겠지만 환현의 사례처럼 명위를 따져 추존을 엄격히 한다는 점도 감안해야 한다.
당나라의 경우 농국-당국공을 역임한 조부 이호, 부친 이병만 황제로 추존하였다. 상술한 사례처럼 당국공을 역임한 이호를 초대 군주로 간주한 것이다. 다만 증조부 이천석과 고조부 이희는 군주로 군림하지 않았으나 예우 차원으로 황제보다는 격이 낮은 의왕, 선간공에 추존하였다. 이연의 현조부인 이중이는 이연 대에 추존되지 않았다가 당 태종 대에 존령으로 추존되어 종묘에 배향되었다.
그러나 당 고종은 위의 추존에 대한 원칙과 선례들을 어기고 의왕을 의조 광황제로, 선간공을 헌조 선황제로 추존하였다. 또한 당 현종은 본인 기준으로 11대조인 이고를 흥성제로 추존했으며 고요, 노자와 이경을 선조로 삼고 그들도 황제로 추존하는 등 특이한 추존을 시행하였다.
송나라는 본래 유교의 종손이 모시는 범위의 조상만을 황제로 추존하였다.
명나라는 송나라처럼 4대조만을 황제로 추존했고 5대조인 주중팔은 존령으로도 추존하지 않았고 종묘에 배향하지도 않았다. 청나라의 경우 건국 황제의 부친, 조부, 증조부, 열조부만을 추존했고 고조부, 현조부는 존령으로도 추존하지 않았다.

## 추서
현대사회에서도 근무중 순직자나 공적이 현저한 자에 한하여 계급을 최소 1~2계급에서 그 이상 올려주는 경우도 있다. 이는 추서(追敍)라고 한다.

## 증위
증위(贈位)란 생전에 공적이 있는 자에게 사후 위계를 가증시키는 제도이다. 예시로 '증태정대신'이 있다.

## 기타
벼슬이나 관직에 나가지 않은 이들의 지방에 顯考學生府君神位(현고학생부군신위) 또는 顯妣孺人○○○氏神位(현비유인○○○씨신위)라고 표기하는 것도 일종의 추증(추존)에 해당한다.
학생(學生)은 유학을 공부하던 사람에게 부여되었던 조선시대 직역(職役) 명칭이며, 유인(孺人)은 정9품과 종9품 벼슬아치의 배우자에게 내리는 외명부의 명칭이다. 양반층 남자들의 경우에 품계, 관직 등이 없었으면 그 직역을 살아서는 '유학(幼學)'이라고 하고, 사망한 후에는 '학생'이라고 하였다. 양반층 여자에게는 남편이 관직에 나가지 않았더라도 외명부의 9품 명칭인 '유인'을 비석, 지방 등에 사용할 수 있도록 하여 자녀가 어머니의 은덕을 추모할 수 있게 하였다.

## 같이 보기
- 칭호
- 시호